# Autoheader
Autoheader – narzędzie z projektu GNU, część pakietu Autoconf, które używając pliku configure.in albo configure.ac tworzy config.h.in, który następnie skrypt configure przekształca w config.h z wartościami. W nim są zawarte różne stałe ułatwiające programiście lub doświadczonemu użytkownikowi sprawdzenie, czego jeszcze potrzebuje w środowisku.